# Hadle Kańczuckie
Hadle Kańczuckie – wieś w Polsce, położona w województwie podkarpackim, w powiecie przeworskim, w gminie Jawornik Polski.

## Nazwa
Pierwszy człon nazwy miejscowości ma w dopełniaczu formę: „Hadel”, na wzór odmiany krople – kropel.

## Integralne części wsi
| SIMC    | Nazwa     | Rodzaj    |
| ------- | --------- | --------- |
| 0603750 | Dział     | część wsi |
| 0603767 | Podgórze  | część wsi |
| 0603773 | Spaleniec | część wsi |

## Historia
4 kwietnia 1448 r. Małgorzata z Kmitów Mościcowa z Dynowa w spisie odnotowana jest jako właścicielka Hadel i Jawornika Polskiego oraz wsi Hyżne, Szklary, Harta i Dylągówka.
Z dok. spadkowego zawartego w 1470 r., pomiędzy Janem Pileckim, a Wacławem, księciem opolskim, gdzie wymienione są wsie z klucza łańcucko-kańczudzkiego: Hadle, Kraczkowa (Neudorf), Krzemyenycza, Wissoka, Halwygowa (Albigowa), Markowola (Markowa), Sanyna (Schonerwalt, Sonina), Kossina, Rogoszno, Głuchow, Jordanowa Wola, Syetesza (Sietesz), Gacz, Ostrów, Malawa, Hanczlowa (Henselshof, Handzlówka), Soleczska (Siedleczka), Hussów, Wolycza, Schwyathoslaffkowwa Wola.
W latach 1975–1998 miejscowość administracyjnie należała do województwa przemyskiego.